# Anfione di Cnosso
Anfione di Cnosso (Cnosso, V secolo a.C. – ...) è stato uno scultore greco antico attivo nella seconda metà del V secolo a.C.
Figlio di Acestore, allievo di Ptolico di Corcira (a sua volta discepolo di Crizio) e maestro di Pisone (Pausania, VI, 3.5). Fu l'autore di un gruppo in cui Batto fondatore di Cirene e capostipite della dinastia dei Battiadi, veniva rappresentato in trionfo su un carro, guidato dalla ninfa Cirene, e incoronato dalla personificazione della Libia. Questo gruppo fu dedicato a Delfi dalla popolazione di Cirene (Paus., X, 15.6).